# NGC 2293
NGC 2293 é uma galáxia espiral barrada (SB0-a) localizada na direcção da constelação de Canis Major. Possui uma declinação de -26° 45' 17" e uma ascensão recta de 6 horas, 47 minutos e 42,8 segundos.
A galáxia NGC 2293 foi descoberta em 20 de Janeiro de 1835 por John Herschel.